# Casino Constanța
El Casino Constanța (en rumano: Cazinoul din Constanța) es un casino en Constanza, localizado en el Bulevar Elisabeta 2 en la costa del Mar Negro. Considerado un símbolo de la ciudad, su estilo es el Modernismo según los planes de Daniel Renard,quien lo inauguró en agosto de 1910. Las últimas reparaciones importantes tuvieron lugar entre 1986 y 1988, y el edificio está actualmente cerrado. Está listado como monumento histórico por el Ministerio de Cultura y Asuntos Religiosos de Rumanía.